# Seznam československých hráčů v NHL v sezóně 1981/1982
Toto je seznam hráčů Československa a jejich statistiky v sezóně 1981/1982 NHL.

| Tým                 | Věk | Hráč              | Post | Počet zápasů | Branky | Asistence | Body | Počet zápasů v play off | Branky v play off | Asistence v play off | Body v play off |
| ------------------- | --- | ----------------- | ---- | ------------ | ------ | --------- | ---- | ----------------------- | ----------------- | -------------------- | --------------- |
| Vancouver Canucks   | 31  | Ivan Hlinka       | F    | 72           | 23     | 37        | 60   | 12                      | 2                 | 6                    | 8               |
| Toronto Maple Leafs | 22  | Miroslav Fryčer   | F    | 59           | 24     | 23        | 47   | Ne                      |                   |                      |                 |
| Detroit Red Wings   | 37  | Václav Nedomanský | F    | 68           | 12     | 28        | 40   | Ne                      |                   |                      |                 |
| Vancouver Canucks   | 20  | Rick Lanz         | D    | 39           | 3      | 11        | 14   | Ne                      |                   |                      |                 |
| Vancouver Canucks   | 31  | Jiří Bubla        | D    | 23           | 1      | 1         | 2    | Ne                      |                   |                      |                 |

- F = Útočník
- D = Obránce